# Michel Lessard
Pour les articles homonymes, voir Lessard.
Michel Lessard (né à Sorel le 4 juin 1942 et mort le 5 avril 2022 à Lévis) est un historien de l'art québécois et un scénariste. Il a écrit plusieurs ouvrages sur les objets antiques du Québec et sur l'histoire de la photographie au Québec.

## Biographie
Né à Sorel en 1942, l’historien Michel Lessard, Ph.D., est professeur titulaire retraité en histoire de l’art à l’Université du Québec à Montréal. Il enseigne pendant de nombreuses années l'histoire de la photographie aux étudiants en arts visuels.
Il fait ses études classiques au Collège de Lévis. Il détient un doctorat en histoire de la photographie québécoise de l'Université Laval. Il est collaborateur avec l'Institut Kodak  à Rochester aux États-Unis. Pendant plus de 30 ans, il écrit d’importants ouvrages sur la culture québécoise, rédige une centaine d’articles et, à titre de concepteur scénariste et coréalisateur, participe à plus d’une cinquantaine de films ainsi qu’à plusieurs séries radiophoniques. Dans les années 1990 - 2005, il entreprend l'inventaire exhaustif de la production photographique de plusieurs anciens photographes montréalais.
Entre 1982 et 1992, Michel Lessard écrit une vingtaine d'articles dans le Magazine PhotoSélection  et dans d'autres périodiques spécialisés dans le domaine de la photographie. Communicateur culturel dont le travail est salué par de nombreux prix, il reçoit en 1996 le Prix Gérard-Morisset, la plus haute distinction décernée par le gouvernement québécois dans le domaine du patrimoine. Michel Lessard est membre de la Société des Dix, une académie d’historiens créée en 1935. Avant sa mort, Michel Lessard était précédemment retraité et résident de Lévis en banlieue de Québec. Un colloque portant son nom et dont le thème est la culture populaire se déroule en février 2020.

## Filmographie
- 1982 : Presbytère ancien du Québec II: Le curé, la mode, le pouvoir
- 1982 : Presbytère ancien du Québec I: Au temps des curés habitants
- 1982 : L'Orfèvrerie ancienne: trésor des fabriques du Québec
- 1982 : Memento te: Stèles et croix de cimetière au Québec
- 1982 : Le Cimetière paroissial au Québec
- 1982 : L'Architecture religieuse en Canada (1640-1790)
- 1983 : Une installation à disposer... Saint-Yvon, Gaspésie 1983
- 1983 : La Journée d'un curé de campagne

## Ouvrages
- Encyclopédie des antiquités du Québec: Trois siècles de production artisanale, Éditions de l'Homme, 1971
- Encyclopédie de la maison québécoise: Trois siècles d'habitations, Éditions de l'Homme, 1972
- La maison traditionnelle au Québec: Construction, Inventaire, Restauration, Éditions de l'Homme, 1974
- Complete guide to French-Canadian antiques, Michel Lessard et Huguette Marquis, 1974
- L’art traditionnel au Québec: Trois Siècles D'ornements Populaires, Éditions de l'Homme, 1975
- Les Livernois, photographes, Musée du Québec, 1987[7]
- Québec, ville du patrimoine mondial. Images oubliées de la vie quotidienne 1858-1914, Éditions de l'Homme, 1992
- Montréal, métropole du Québec. Images Oubliées de la vie quotidienne 1852-1910, Éditions de l'homme, 1993
- Montréal au XIXe siècle. Regards de photographes, Éditions de l'Homme, 1995 (écrit en collectif avec Serge Allaire, Martin Brault, Lise Gagnon et Jean Lauzon)
- L'île d'Orléans, Éditions de l'Homme, 1998
- Meubles anciens du Québec, Éditions de l'Homme,1999
- Québec, Éditions de l'Homme, 2001
- Old Quebec City of snow, Éditions de l'Homme, 2003
- Le Vieux-Québec sous la neige, Éditions de l'Homme, 2003
- La nouvelle encyclopédie des antiquités du Québec, Éditions de l'Homme, 2007[8]
- Québec éternelle - Promenade photographique dans l'âme d'un pays, Éditions de l'Homme, 2013 (avec la collaboration de Patrick Altman et Pierre Lavoie)[9]

## Récompenses
- 1985 : Prix Robert-Lionel Séguin de L’APMAQ
- 1994 : Société des Dix
- 1996 : Prix Gérard-Morisset[10]
- 2011 : médaille de l'Assemblée nationale[11]
- 2021 : titre de membre honorifique de l’Association des Architectes de pratique privée du Québec (AAPPQ)[12]
- 2022 : médaille du Lieutenant-gouverneur du Québec pour mérite exceptionnel[13]

### Archives
- Le fonds d'archives de Michel Lessard est conservé au centre d'archives de Québec de Bibliothèque et Archives nationales du Québec[14].